# チャールズ・グレイ (初代グレイ伯爵)
初代グレイ伯爵チャールズ・グレイ（英: Charles Grey, 1st Earl Grey, KB, PC、1729年10月23日 - 1807年11月14日）は、イギリスの陸軍軍人、貴族。七年戦争やアメリカ独立戦争、フランス革命戦争などで指揮を執った。1801年にはホーウィックのグレイ男爵、1806年にはグレイ伯爵に叙された。

## 経歴
1729年10月23日に（ホーウィックの）初代準男爵サー・ヘンリー・グレイとその妻ハンナ（ファラドンのトマス・ウッドの娘）の間の四男としてノーサンバーランド州・ホーウィックに生まれた
1744年に陸軍第6歩兵連隊に少尉として入隊。1752年に第6連隊の中尉となった。
1759年には第20連隊の大尉として七年戦争のミンデンの戦いに参加。1760年のクローステル・カンペンの戦いで負傷した。1761年から1763年にかけて第98歩兵連隊の中佐司令官(連隊長代理)(Lieutenant-Colonel Commandant)を務めた。1772年に大佐に昇進し、1772年から1777年にかけて国王ジョージ3世の副官(Aide-de-camp)を務める。
1776年から1782年にかけてはアメリカ独立戦争に従軍した。この戦争でグレイの名前が知られるようになった。とりわけ夜襲の際に部下のマスケット銃からフリントを取り除かせて、誤った発砲で敵に発見されないようにし、銃剣で戦わせたことが話題となり、「ノー・フリント・グレイ（No-flint Grey）」の異名をとった。
1777年には少将に昇進し、1777年から1787年にかけて第28(ノース・グロスターシャー)歩兵連隊の連隊長(Colonel)を務めた。1782年には中将に昇進。1787年から1789年にかけて第8(王立アイルランド)竜騎兵連隊連隊長、1789年から1795年に第7(王女の王立)竜騎兵近衛連隊連隊長を務めた。
1793年にはフランス革命戦争で西インド諸島最高司令官（Commander-in-Chief of the West Indies)に任命され、ジョン・ジャーヴィス海軍大将とともに西インド諸島へ派遣され、マルティニークとグアドループの占領に成功した。
1782年から1797年にかけてはダンバートン総督(Governor of Dunbarton)を務めた。1795年から1797年にかけて第20竜騎兵連隊連隊長に就任。1796年に大将に昇進した。1797年から1807年にかけてはガーンジー総督を務めた。
1799年にはノアの反乱でシェアーネスで指揮を執った。
1799年から1807年にかけて第3(国王所有)竜騎兵連隊連隊長を務めた。
1801年6月に連合王国貴族爵位ノーサンバーランド州におけるホーウィックのグレイ男爵(Baron Grey, of Howick in the County of Northumberland)に叙せられ、貴族院議員に列した。1806年には連合王国貴族爵位グレイ伯爵(Earl Grey)とノーサンバーランド州におけるホーウィック子爵(Viscount Howick, in the County of Northumberland)に叙せられた。
ホーウィックの北4マイルのところにあるファラドンで暮らした。
1807年11月14日に死去した。爵位は長男チャールズ・グレイが継承した。彼は1830年から1834年にかけて英国首相を務めたことで知られる。

## 栄典

### 爵位
1801年6月23日に以下の爵位を新規に叙された。
- ノーサンバーランド州におけるホーウィックのホーウィックの初代グレイ男爵 (1st Baron Grey of Howick, of Howick in the County of Northumberland)
(勅許状による連合王国貴族爵位)

1806年4月11日に以下の爵位を新規に叙された。
- 初代グレイ伯爵 (1st Earl Grey)
(勅許状による連合王国貴族爵位)
- ノーサンバーランド州におけるホーウィックの初代ホーウィック子爵 (1st Viscount Howick, of Howick in the County of Northumberland)
(勅許状による連合王国貴族爵位)

### 勲章
- 1783年、バス勲章ナイト (KB)[2]

### その他
- 1797年、枢密顧問官 (PC)[2]

## 家族
1762年にサウスウィックのジョージ・グレイの娘エリザベス・グレイ(1744–1822)と結婚。彼女との間に以下の子供を儲けた。
- 第1子(長男)チャールズ・グレイ(1764–1845) - 第2代グレイ伯爵位を継承。英国首相。
- 第2子(長女)エリザベス・グレイ (1765–1846) サミュエル・ウィットブレッド（英語版）と結婚。
- 第3子(次男)ヘンリー・ジョージ・グレイ（英語版） (1766–1845) 陸軍軍人。
- 第4子(三男)ジョージ・グレイ（英語版） (1767–1828) (ファラドンの)初代準男爵に叙される。王立海軍軍人。
- 第5子(四男)ウィリアム・グレイ (1777-1817)
- 第6子(五男)エドワード・グレイ（英語版） (1782–1837) 英国国教会主教。
- 第7子(次女)ハンナ・アリシア・グレイ (1785–1832) ジョージ・エドムンド・バイロン・ベテスワース（英語版）と結婚。